# 後藤逸平
後藤 逸平（ごとう いっぺい）は、日本の漫画家。

## 経歴
『ジャンプNEXT!』（集英社）2011 SPRINGに掲載された「HIYOTA GET...」でデビュー。
『週刊少年ジャンプ』（集英社）2012年48号に「六攻特課」を掲載。『週刊少年ジャンプ』2014年25号に「Hi-Fi CLUSTER -六攻特課事件実例-」を掲載。
『週刊少年ジャンプ』2014年42号から2015年9号まで「ハイファイクラスタ」を初連載。
『少年ジャンプNEXT!!』（集英社）2015 vol.4に「cute」を掲載。

## 作品リスト
- HIYOTA GET... - デビュー作、読切49P
- 六攻特課 - 『週刊少年ジャンプ』2012年48号
- Hi-Fi CLUSTER -六攻特課事件実例- - 読切センターカラー47P
- ハイファイクラスタ - 『週刊少年ジャンプ』2014年42号 - 2015年9号
- cute - 『ジャンプNEXT!!』2015年vol.4 - 読切47P
- タッキュウガイ - 『週刊少年ジャンプ』2021年32号 - 読切15P

## 関連人物
師匠
- 古味直志 [1]
- 神海英雄 [2]

同級生
- 芝田優作 [3][4]。